# Manoir de Barniquel
Le manoir de Barniquel est situé à Caden en France.

## Localisation
Le manoir est situé sur le territoire de la commune de Caden, au lieu-dit Barniquel, dans le département du Morbihan en région Bretagne.

## Description
Le manoir date des XVIIe et XVIIIe siècles, édifice à un étage carré, élévation à travées, construit en moellons sans chaîne en pierre de taille de granite, façade remaniée. Toiture à longs pans recouverte d'ardoises, pignon couvert. Escalier hors- œuvre : escalier à vis sans jour.

## Historique
Le manoir est inscrit à l'inventaire général du patrimoine culturel.